# SOHO中國
SOHO中國有限公司（港交所：410）前身北京紅石實業有限責任公司，成立於1995年，是中國大陸一家商用房地產發展商，集中於北京市中心發展及銷售商用物業。SOHO中國現時是北京最大的房地產發展商之一。公司創辦人是潘石屹和张欣夫婦。
公司主要擁有北京市及上海市核心地帶的商用地皮，共計開發面積超過155萬平米，項目有「SOHO現代城」、「建外SOHO」、「SOHO尚都」、「朝外SOHO」和「光華路SOHO」；同時，它在北京長城腳下和海南省博鼇分別開發建設了全球知名前衛建築專案「長城腳下的公社」和「博鼇凱賓斯基」等，並開發了「三里屯SOHO」及朝陽門SOHO。SOHO中國在過去一直視中國北京市作為它的唯一參與開發的地區，但直至2009年成功收購了在上海南京西路的SOHO東海廣場後，公司已經漸由北京進入中國最大的商業城市上海。SOHO中國的主要核心理念是"只在最高端的城市開發高檔物業"，並且奉行獨特的整套開發但散售模式，SOHO中國同時也是中國內地其中一間具一流銷售能力的房地產開發商。
2007年10月8日，SOHO中國在香港交易所上市，集資超過128億港元，當時打破了碧桂園在香港的IPO集資紀錄，成為歷來成功集資額最多的內房企業。並於其後被納入摩根士丹利資本國際指數MSCI中國指數成份股中。

## 公司發展

### 2007年
2007年3月SOHO中國以35億元拿下三里屯的土地使用權後，根據在 2008年9月18日的業績公佈，三里屯項目已為公司帶來了超過58億的預售收入。2007年11月SOHO中國於香港上市後，加快發展步伐，在同年的11月，再國向華遠集團收購兩個項目，並將兩項物業命名為光華路SOHO2及SOHO北京公館。

### 2008年
2008年開始中國內地房地產業開始出現轉變，由於2007年末中國開始加強宏觀調控政策，加強企業貸款的控制以及次貸金融危機加大了市場資金的緊縮，投資者開始對中國經濟放緩的憂慮，內地房地產開始出現由有價無市导致房價下調的情況，由2008年開始由一眾領先的發展商如萬科、恆大地產紛紛降價加速資金回籠，更加速了內地房地產商因資金不足而面臨困境。幸運的是由SOHO中國於在2007年沒有大力加大土地儲備，使得在2008年以後具有充分的流動資本對抗逆境，根據2007年公布的年報，SOHO中國流動現金高達149億元人民币，流動資本在一眾内地房地產企業中處於高水平。 在資本充足加上房地產行業不景氣的機遇下，SOHO中國開始氣加速收購，於2008年5月，SOHO中國以55億元人民幣收購北京凱恒房地產有限公司，取得北京東城區朝陽門商業物業凱恒中心，並易名為朝陽門SOHO，總規劃建築面積達485000平方米，將是SOHO中國繼「建外SOHO」之後，開發的第二大項目。其後在2008年8月以8.9億元人民幣的價格，向中冶新奧正誠房地產開發有限公司（“中冶”）購買北京中關村區域核心地段，是寫字樓與商業零售的綜合項目，總建築面積為58850.44平方米，可銷售商業及辦公面積為44208.66平方米。該項目將被重新命名為“中關村SOHO”。

### 2009年
SOHO中國先後得到中國銀行及招商銀行的100億元貸款授信，並發行可換股債券，集資28億元
。2009年5月，SOHO中國以17.7億元收購北京前門大街項目，主要作收租用途。2009年8月，SOHO中國以24.5億元向摩根士丹利旗下地產基金Anderson購入位於上海東海廣場一期，並將物業命名為SOHO東海廣場。
並其後於2009年9月3日，SOHO中國通過北京市國土資源局下屬機構北京市土地整理儲備中心所舉辦的公開招拍掛程序，以人民幣40億元成功投得位於北京朝陽區望京地區的B29地塊之土地使用權，該土地將被建成總建築面積近 50 萬平米的大規模寫字樓及商場物業。2009年11月，SOHO中國以23.4億元收購Bluewater持有的北京嘉盛中心，並將物業命名為SOHO嘉盛中心。

### 2010年
2010年6月11日，SOHO中國宣布，斥資22.5億元(人民幣)，收購位於上海黃浦區外灘南端的商用地皮、外灘204地塊部分61％權益。這是繼東海廣場後，SOHO中國布局上海的第二站。公司總裁閻岩稱，項目已完成拆遷，料2013年下半年可竣工。若以項目地上商業及商業樓面面積計，每平米地價成本約3.2萬元，這是繼東海廣場之後SOHO中國在上海第二單收購。  該地塊是上海外灘過去60年間唯一的整體新建項目，也將是最後一個新建項目。

2010年8月13日，SOHO中國再次公布，以人民幣15.6 億元成功摘牌上海土地交易市場公開掛牌出讓的上海虹橋交通樞紐旁"臨空15號地塊"，該地塊位於上海虹橋臨空經濟園區，佔地86,146.1 平方米，規劃地上建築面積215,410 平方米，預計建成後總建築面積約25 萬平方米。 
2010年10月15日向盛大房地產收購上海盧灣區43號街坊項目48.48%的股權，收購總價約為12.12億元人民幣，並計劃在完成收購後，與賣方磋商，以同等價格繼續收購項目的剩余全部股份，該項目是SOHO中國進入上海後取得的第四個項目。

### 2011年
2011年3月14日，SOHO中國旗下的搜候（上海）投資有限公司以7.88億元增持上海弘聖房地產開發有限公司31.5239%的股權，後者持有盧灣區43號街坊項目，而項目餘下的20%股權由華麗家族持有。
2011年4月1日，SOHO中國宣佈旗下红石新城斥資16億元向上海静安地产（集团）收购上海曹家渡地皮。
2011年4月19日，SOHO中國宣佈以24.7億元人民幣向杭州紫元和上海嘉聯收購上海虹口区地铁10号线海伦路站地皮。
2011年8月8日，SOHO中國宣布，斥資18.9億元人民幣，收購位从上海龙仓置业有限公司(Shanghai Long Cang Real Estate Co.)手中位于上海市浦东新区的嘉瑞国际广场。
2011年12月29日，SOHO中國宣布斥資40億元向上海証大、綠城中國及磐石收購上海海之門房地產有限公司50%的股益，有關公司持有上海外灘國際金融服務中心項目。

### 2012年
2012年4月17日，SOHO中國宣布以21.38億元收購上海綠城廣場置業，綠城廣場置業持有上海長寧區天山路的地皮，原由綠城中國及馬鞍山置業持有。

### 2013年
2013年4月25日，SOHO中國宣布以31.9億元收購投得上海虹橋古北5-2商辦地塊。
2013年9月27日，SOHO中國宣布聯同北京國際信托有限公司以19.2億元投得北京麗澤金融商務區地塊。

### 2014年
2014年2月，SOHO中國宣布以52.3億元人民幣向金融街控股出售SOHO海倫廣場和SOHO靜安廣場。
2014年9月，SOHO中國宣布以30.5億元人民幣向携程旅行网出售位於上海的凌空SOHO部份物業部份，SOHO中國仍持有凌空SOHO餘下建築面積12.8萬平方米的部分作為投資物業。

### 2016年
2016年7月，SOHO中國宣布以32.97億元人民幣向國華人壽出售SOHO世紀廣場。

### 2017年
2017年6月，SOHO中國宣布以35.73億元人民幣向吉寶置業出售虹口SOHO。
2017年10月，SOHO中國宣布以49.44億元人民幣向基匯資本出售凌空SOHO。

### 2021年
2021年6月，黑石集團宣布将以30亿美元收購SOHO中國，收購完成後黑石将取得SOHO中国控股权，SOHO中国其他控股股东保留9%的股权，同時公司继续在香港证券交易所上市。9月，SOHO中国发布公告，黑石集团的收購已终止。

#### 2023年
“SOHO中国”爆雷，欠税19亿。

#### 2024年
SOHO中国面临收入下滑压力，去年净亏致使全员减薪。

## 公司業績
2007年，SOHO中國創出近年的最好業績後（也是上市後第一份年度業績）。2008年的中期業績出現了倒退並出現虧損1.45億人民币，虧損原因是由於北京奧運影響，引致預期項目不能照原定的計劃完工交付，引致沒有可以入帳的利潤，根據SOHO中國2008年9月份的業績，SOHO中國已經實現了110億元的預售收入，並會在其後數個財政年度入帳。 
2009年，SOHO中國公布，截至09年12月31日止末期業績為，營業額創新高至74億元，同比增長138%；純利33億元，同比增長7.27倍；每股盈利0.636元，派末期息20分。整體毛利率52%，09年物業均價4.3萬元。
2010年7月5日，SOHO中國公布第二季的未經審計的協議銷售金額達60.48億元，首季協議銷售為58億，主要來自銀河SOHO、SOHO嘉盛中心、三裡屯SOHO、SOHO北京公館等項目。 8月25日SOHO中國公布６月底止中期業績，期內毛利率為50%，去年同期則為23%，淨利潤率約為20%，期內稅後營業額為人民幣86.55億元，每股盈利為0.332元，公司也首度派發中期股息人民幣0.12元。
| 財政年度 | 營業額 人民幣（千） | 純利 人民幣（千） | 分紅 港元（仙） | 每股盈利 港元（仙） | 參考                   |
| -------- | ------------------- | ----------------- | --------------- | ------------------- | ---------------------- |
| 12/2004  | 2,332,149           | 239,715           | 9               |                     |                        |
| 12/2005  | 3,842,449           | 675,775           | 19              |                     |                        |
| 12/2006  | 1,740,312           | 340,852           | 9               | 9.1                 |                        |
| 12/2007  | 6,953,580           | 1,987,408         | 48              | 47.7                |                        |
| 12/2008  | 3,121,375           | 422,940           | 11.3            | 7.6                 | （页面存档备份，存于） |
| 12/2009  | 7,413,451           | 3,394,690         | 22.7            | 72.2                | （页面存档备份，存于） |
| 12/2010  | 18,215,091          | 3,771,583         | 12.3            | 79.7                |                        |

## 公司主要項目

### 已發展項目
- SOHO現代城

SOHO現代城是SOHO中國的第一個項目。 它位於北京中央商務區，中國國際貿易中心的東面。 該項目總建築面積為48萬平米，它擁有48家店鋪，283套辦公室，1897套公寓。 1997年，SOHO中國預見到中小公司的迅速崛起以及他們對居住和工作空間混合的需求越來越大，便首次向市場推出“小型辦公，居家辦公”（SOHO）這一概念，給業主提供了靈活多功能的空間。 該項目於1998年正式銷售，其銷售總額約40億人民幣，並且連續兩年（1999，2000）獲得北京市房地產單體項目的銷售冠軍。 SOHO現代城於2001年完工。
- 建外SOHO

建外SOHO位於北京市朝陽區東三環中路39號（國貿中心對面），總建築面積約70萬平方米。 建外SOHO被媒體稱為北京"最時尚的生活櫥窗"，由20棟塔樓、4棟別墅，l6條小街組成。 建外SOHO沒有圍牆，16條小街在佔地約17萬平方米的建築群中流動，製造出小街文化。 
- SOHO尚都

SOHO尚都位於CBD西北角，整個項目處在朝外商圈、建國門商圈和國貿商圈三圈交彙的黃金地帶。西側緊靠東大橋路，與第一使館區和藍島大廈隔街相望；東側是規劃中的東大橋東側路，從朝陽路直通建國路，與新城國際一路之隔；北側距離朝陽北路僅有300米；南側與世貿國際公寓二期相接。
- 朝外SOHO
- 光華路SOHO

光華路SOHO位於北京中央商務區，臨近中國國際貿易中心以及秀水市場。
- SOHO北京公館

SOHO北京公館位於北京市中心燕莎商圈，屬於高檔公寓項目
- 長城腳下的公社
- 博鳌蓝色海岸
- 中關村SOHO

中關村SOHO位於北京中關村中心，為一個辦公與商業綜合項目，其建設用地面積為5,654平米，總建築面積為59,060平米。SOHO中國於二零零八年八月收購該項目，收購總價為人民幣890百萬元。中關村SOHO項目的建設工程於收購時已基本完工，並於二零零九年全部竣工。
- 朝陽門SOHO一、二期

朝陽門SOHO（原名「凱恒中心」）位踞北京東城區朝陽門內大街。項目總建設用地面積約為68,642平米，沿東二環路伸延五百米。SOHO中國於二零零八年五月收購該項目，現在已獲中國銀行購入項目一期約53,075平米，成為該行北京分行總部的辦公地點。
- SOHO中山廣場

- 三里屯SOHO

三里屯SOHO位於北京第二使館區及工人體育場附近，鄰近著名的三里屯娛樂區。總規劃建築面積約為465,371平米，是北京市中心可供出售的最大型的商業與住宅的綜合項目之一。該項目包含五幢辦公樓和四幢公寓以及商業裙樓，由露天廣場相互連接。
- 光華路SOHO II

光華路SOHO II位於北京中央商務區中心，總規劃建築面積約167,000平米。位於光華路SOHO項目正對面。該項目正在建設中。
- 銀河SOHO

銀河SOHO即為原來的朝陽門SOHO三期，總建築面積約為334,000平米。銀河SOHO由扎哈·哈迪德建筑事务所設計，建成後將成為位於北京東二環內的標誌性建築。
- 望京SOHO

該項目位於望京地區，將被建成總建築面積近50萬平米的大規模寫字樓及商場物業。最高建築高度可達200米。
望京SOHO由紮哈·哈迪德設計師設計，2014年9月20日启用。
- 丽泽SOHO

该项目为扎哈·哈迪德建筑事务所和SOHO中国合作的第四个项目，2019年11月19日建成启用。
- SOHO现代城
- 建外SOHO
- SOHO尚都
- 三里屯SOHO
- 光华路SOHO II
- 銀河SOHO
- 望京SOHO
- 丽泽SOHO
- 凌空SOHO
- SOHO复兴广场

### 發展中項目
- 天安門南 前門大街

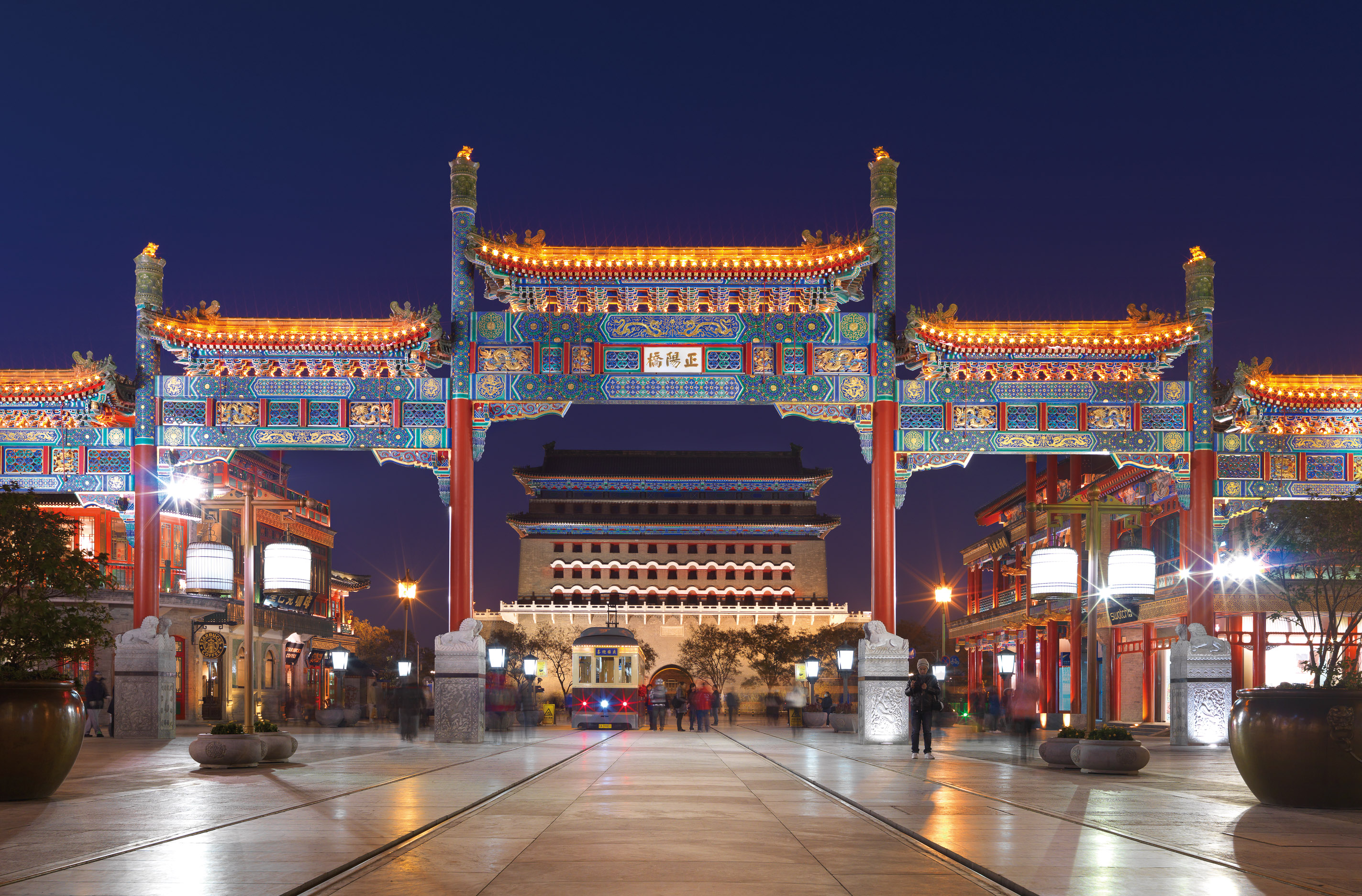
前門大街

項目位於天安門廣場南邊的前門大街和東側地區，SOHO中國擁商場面積約為54,691平米。其中一期位於前門大街，面積約22,763平米，於2008年全部建成。二期位於大街東側地塊，面積約31,928平米，大部分正在建設中。前門大街是SOHO中國唯一計劃持有整個前門項目作為投資的物業。
- SOHO嘉盛中心

SOHO嘉盛中心是位於中國北京市東三環路的三十七層辦公及零售綜合甲級樓宇。總建築面積為103,340平米，地上總可售建築面積為82,165平米。
- SOHO東海廣場

SOHO東海廣場位於上海南京西路1486號，樓高217米，共52層，地上建築面積71,671平米，為商業面積；地下建築面積8,838平米，為車庫與倉儲。

### 新收購項目
- 外滩SOHO

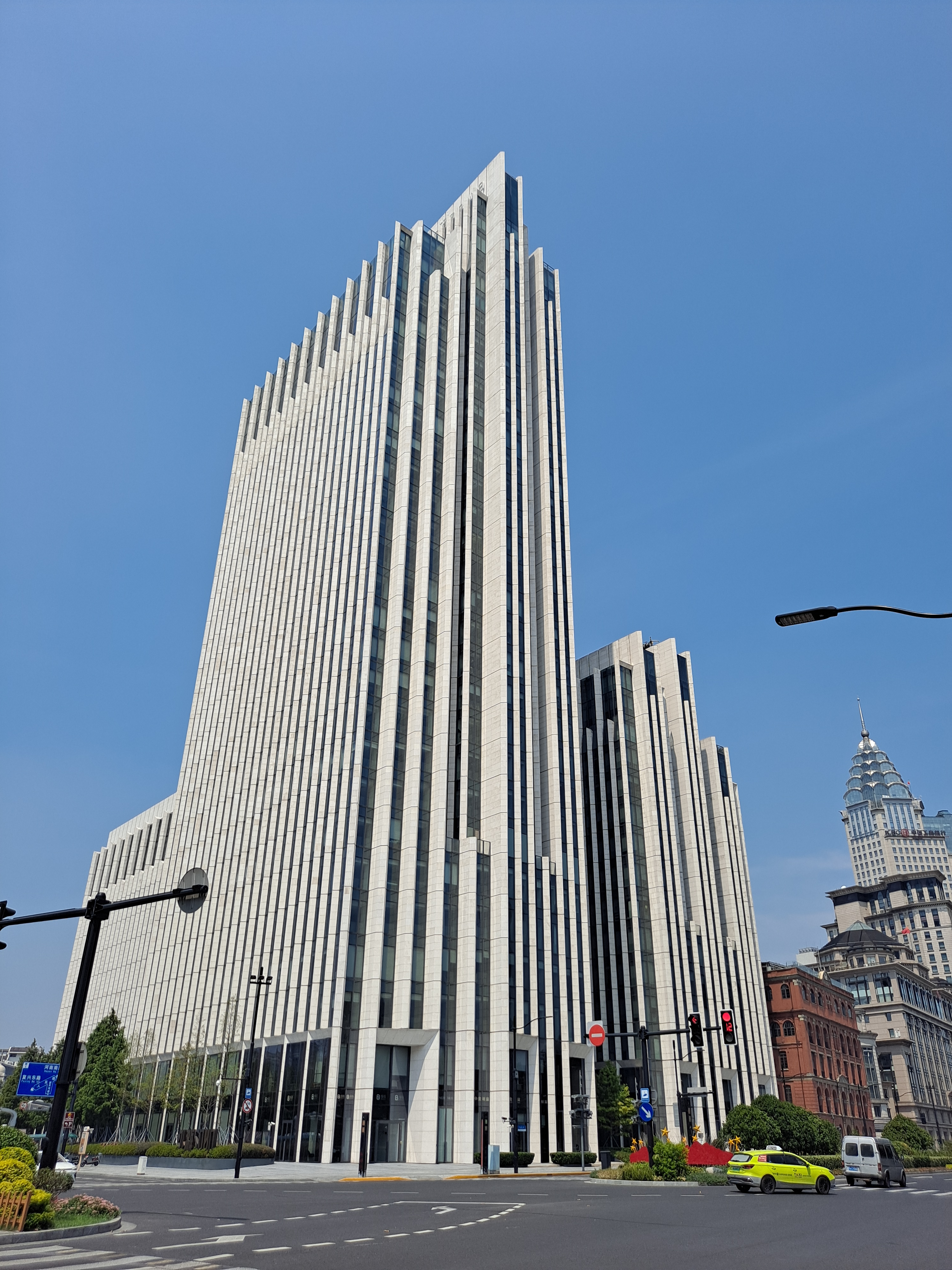
外滩SOHO

外滩SOHO即上海外灘204地塊項目，位於上海新開河，永安路以東、新永安路以南、中山東二路以西、新開河路及人民路以北處。已建成。
- 凌空SOHO

凌空SOHO即上海虹橋臨空15號地塊，位於上海虹桥临空经济园区，鄰近虹桥综合交通枢纽。携程總部位於此項目內。已建成。

## 批评
2009年起，司马南曾向时任国务院总理温家宝等举报在民源大厦项目用地项目（现建成光华路SOHO2）上，任志强向潘石屹输送巨大利益，导致国有资产流失，但没有收到明确的反馈信息。2013年，任志强公开否认了此事，并辱骂司马南“不如猪，是个‘不看书，不看报’的专职造假者，谣言制造者”。2020年7月23日，任志强因严重违纪违法被开除党籍。纪委的决定中，包含“不正确履行职责给国有资产造成重大损失”的说法。
创办人潘石屹的儿子潘瑞在2021年3月因声称中印边境冲突中的中国军人被“活埋”，被北京警方网上追捕。

## 外部連結
- SOHO中國官方網站（页面存档备份，存于）